# Kenya aux Jeux olympiques d'été de 1984
Le Kenya participe aux Jeux olympiques d'été de 1984 à Los Angeles, aux États-Unis, du 28 juillet au 12 août 1984. Il s'agit de sa sixième participation à des Jeux olympiques d'été, après avoir boycotté les deux éditions précédentes.
La délégation kenyane termine vingt-troisième au classement des nations avec une médaille d'or et deux médailles de bronze, soit trois médailles au total.
Les Kenyans remportent deux médailles en athlétisme : une médaille d'or au 3 000 mètres steeple, et une médaille de bronze au 10 000 mètres. Ils remportent aussi une médaille de bronze en boxe avec Ibrahim Bilali en poids plumes.
La médaille d'or au steeple est remportée par le kenyan Julius Korir. La troisième médaille kenyane, de bronze, est remportée par Michael Musyoki au 10 000 mètres.

## Médaillés kenyans
| Médaille | Nom            | Sport      | Discipline                   | Date de la finale |
| -------- | -------------- | ---------- | ---------------------------- | ----------------- |
| Or       | Julius Korir   | Athlétisme | 3 000 mètres steeple, hommes | 10 août           |
| Bronze   | Mike Musyoki   | Athlétisme | 10 000 mètres, hommes        | 6 août            |
| Bronze   | Ibrahim Bilali | Boxe       | Poids mouches, hommes        | 9 août            |

## Résultats détaillés

### Athlétisme
400 mètres, hommes
- David Kitur
  1. Qualifications — 46.25
  2. Quart de finale — 45.78

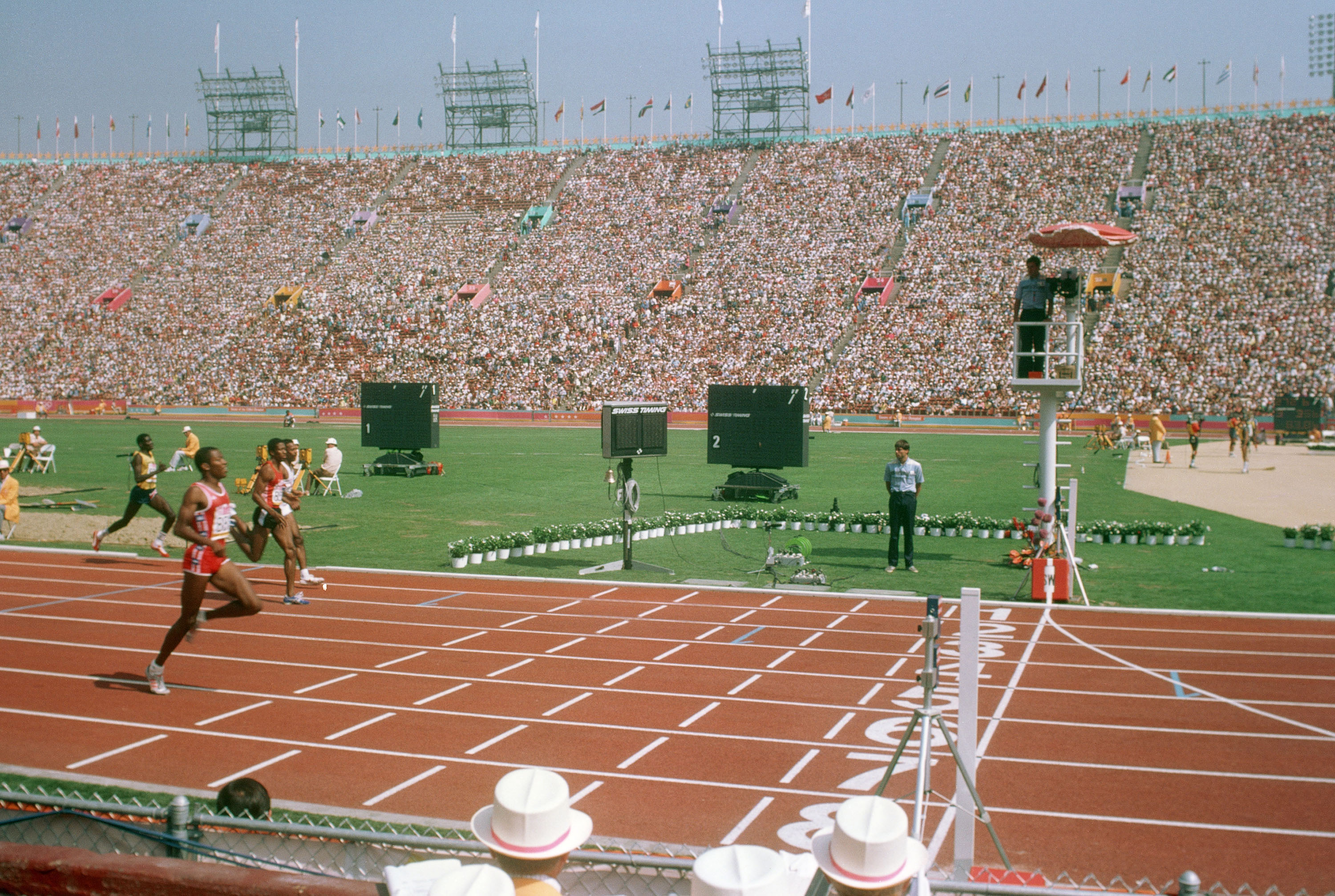
Qualifications du 400 mètres, Los Angeles 1984.

  3. Demi-finale — 45.62 (→ non qualifié)

- John Anzarah
  1. Qualifications — 46.12
  2. Quart de finale — 45.67 (→ non qualifié)

- James Atuti
  1. Qualifications — 47.04 (→ non qualifié)

5 000 mètres, hommes
- Paul Kipkoech
  1. Qualifications — 13:51.54
  2. Demi-finale — 13:29.08
  3. Finale — 13:14.40 (→ 5e place, diplôme olympique)

- Charles Cheruiyot
  1. Qualifications — 13:45.99
  2. Qualifications — 13:28.56
  3. Finale — 13:18.41 (→ 6e place, diplôme olympique)

- Wilson Waigwa
  1. Qualifications — 13:48.84
  2. Demi-finale — 13:38.59
  3. Finale — 13:27.34 (→ 10e place)

10 000 mètres, hommes
- Michael Musyoki
  1. Qualifications — 28:24.24
  2. Finale — 28:06.46 →  médaille de bronze

- Joseph Nzau
  1. Qualifications — 28:28.71
  2. Finale — 28:32.57 (→ 14e place)

- Sostenes Bitok
  1. Qualifications — 28:12.17
  2. Finale — 28:09.01 (→ 6e place, diplôme olympique)

3 000 mètres steeple, hommes
- Julius Korir
  1. Qualifications — 8:29.08
  2. Demi-finale — 8:17.40
  3. Finale — 8:11.80 →  médaille d'or

- Julius Kariuki
  1. Qualifications — 8:19.45
  2. Demi-finale — 8:21.07
  3. Finale — 8:17.47 (→ 7e place, diplôme olympique)

- Kip Rono
  1. Qualifications — 8:41.75 (→ non qualifié)

Marathon, hommes
- Joseph Nzau
  1. Finale — 2:11:28 (→ 7e place, diplôme olympique)

- Joseph Otieno
  1. Finale — 2:24:13 (→ 49e place)

- Kimurgor Ngeny
  1. Finale — 2:37:19 (→ 68e place)

Saut en longueur, hommes
- Moses Kiyai

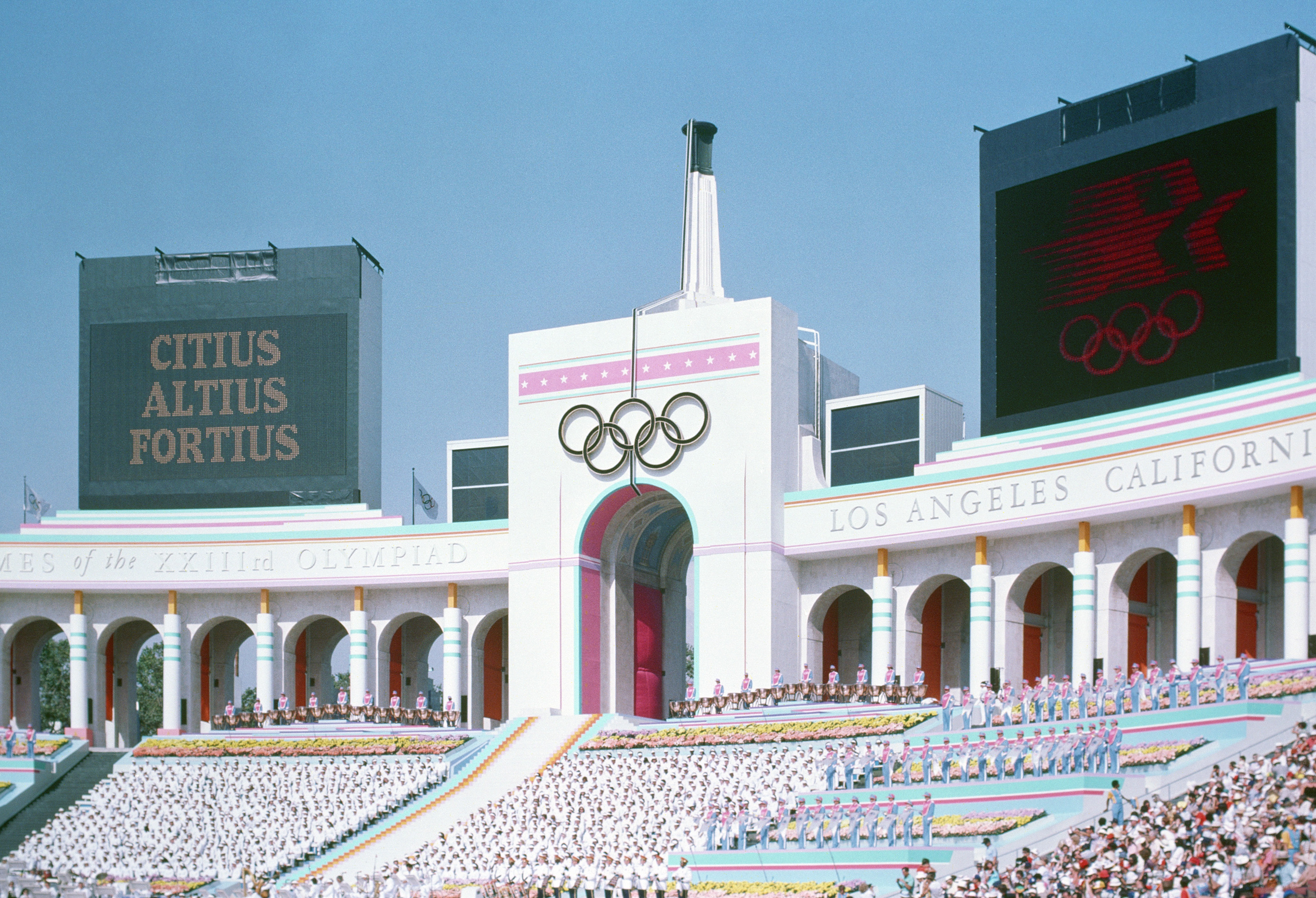
Le stade de Los Angeles et le support de la flamme olympique.

  1. Qualification — 7.51m (→ non qualifié, 16e place)

- Paul Emordi
  1. Qualification — Forfait (→ non qualifié, non classé)

20 km marche, hommes
- Pius Munyasia
  1. Finale — 1:34:53 (→ 32e place)

1 500 mètres, femmes
- Justina Chepchirchir
  1. Qualifications — 4:21.97 (→ non qualifié)

3 000 mètres, femmes
- Hellen Kimaiyo
  1. Qualifications — 8.57.21 (→ non qualifié)

Marathon, femmes
- Mary Wagaki
  1. Finale — 2:52:00 (→ 43e place)

### Boxe
Poids mi-mouches, hommes (– 48 kg)
- Daniel Mwangi
  1. Premier tour – Gagne contre Sanpol Sang-Ano (THA), RSC-3
  2. Deuxième tour – Perd contre Carlos Motta (GUA), 4:1

Poids mouches, hommes
- Ibrahim Bilali
  1. Premier tour – Gagne contre Patrick Mwamba (ZAM), 3:2
  2. Deuxième tour – Gagne contre Alvaro Mercado (COL), 4:1
  3. Quart de finale – Gagne contre Laureano Ramírez (DOM), 5:0
  4. Demi-finale – Perd contre Redzep Redzepovski (YUG), 0:5  →  médaille de bronze

Poids coqs, hommes (– 54 kg)
- Sammy Mwangi
  1. Premier tour — Bye
  2. Deuxième tour — Perd contre Robert Shannon (USA), 5-0

Poids moyens, hommes (– 75 kg)
- Augustus Oga
  1. Premier tour – Perd contre Pedro van Raamsdonk (HOL), 1:4

Poids lourds, hommes (– 91 kg)
- James Omondi
  1. Premier tour – Perd contre Angelo Musone (ITA), 0:5

### Hockey sur gazon
Equipe masculine
- Tour préliminaire (groupe B)
  - Perd face à la Grande-Bretagne (1-2)
  - Perd face au Pakistan (0-3)
  - Gagne contre le Canada (3-2)
  - Perd face à la Nouvelle-Zélande (1-4)
  - Perd face aux Pays-Bas (0-3)

- Matchs de classement
  - 9e / 12e place : Gagne contre les États-Unis (0-0) après les tirs au but (6-5)
  - 9e / 10e place : Gagne contre le Canada (1-0) à l'issue des prolongations → 9e place

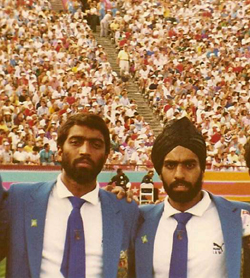
Les frères Manjeet et Jitender Panesar participent en hockey.

- Composition de l'équipe

- Emmanual Oduol
- Julius Akumu
- Lucas Alubaha
- Michael Omondi
- Parminder Saini
- Manjeet Panesar
- Jitender Panesar
- Peter Akatsa
- Harvinder Kular
- Chris Otambo
- Brajinder Daved
- Raphael Fernandes
- Sunil Chhabra
- Sarabjit Sehmi
- Eric Otieno
- Julius Mutinda